# بدر المحروقي
بدر علي المحروقي، المعروف عادة باسم بدر المحروقي (مواليد 12 ديسمبر 1979) هو لاعب كرة قدم عماني يلعب لصالح نادي مسقط في دوري الدرجة الأولى العماني.
كان جزءاً من التشكيلة الأساسية لمنتخب عمان لكرة القدم حتى عام 2004. اختير بدر للمنتخب لأول مرة في عام 1997. وقد حقق مشاركات في تصفيات كأس العالم لكرة القدم 2002، تصفيات كأس آسيا 2004 وتصفيات كأس العالم لكرة القدم 2006.

## روابط خارجية
- بدر المحروقي على موقع الاتحاد الدولي (مؤرشف)  (الإنجليزية)
- بدر المحروقي على موقع قاعدة بيانات كرة القدم.إي يو (الإنجليزية)
- بدر المحروقي على موقع ناشيونال فوتبول تيمز (الإنجليزية)
- بدر المحروقي على موقع Soccerway.com (الإنجليزية)
- بدر المحروقي على موقع كووورة